# Брайан, Манон
Манон Брайан (фр. Manon Briand; род. 1964, Бэ-Комо, провинция Квебек, Канада) — канадская кинорежиссёр, продюсер, кинокомпозитор и сценарист.

## Биография
Родилась в городе Бэ-Комо, Канада. С 1981 года изучала графический дизайн в Cégep в Монреале. Позже поступила в Школу кино Меля Хоппенхайма В Университете Конкордия. С 1987 года написала сценарии к нескольким короткометражным фильмам, с 1991 года стала режиссёром. Её работы обратили на себя внимание и получили различные награды: в 1992 году на Международном фестивале в Торонто за картину «Les sauf-conduits» она завоевала приз в категории Лучший канадский короткометражный фильм. В 1998 году она была награждена на Всемирном фестивале фильмов за фильм «2 секунды» сразу в четырёх номинациях.
Вероятно, наиболее известный фильм Манон Брайан — романтическая драма «Хаос и желание» (фр. La Turbulence des fluides, 2002 год). За него она была удостоена нескольких кинематографических наград на международных конкурсах.

## Фильмография
- 1991: Les Sauf-conduits / режиссёр, сценарист, композитор, продюсер.
- 1992: Croix de bois / режиссёр, сценарист.
- 1995: Picoti Picota / режиссёр.
- 1996: Cosmos / режиссёр.
- 1998: 2 секунды / 2 secondes / режиссёр, сценарист.
- 2001: Heart: The Marilyn Bell Story / режиссёр.
- 2002: Хаос и желание / La Turbulence des fluides / режиссёр, сценарист.
- 2012: Ливерпуль / Liverpool / режиссёр, сценарист.